# 亲核取代反应
親核取代反應，或称亲核性取代反应，親核攻擊，通常發生在帶有正電或部份正電荷的碳上，碳原子與帶有負電或部份負電的親核试剂（Nu:−）產生反應而被取代。常分為兩種反應機構：
- 單分子親核取代反應（SN1）
- 雙分子親核取代反應（SN2）

## 單分子親核取代反應
SN1 親核取代反應機理如下：
第一步是原化合物的解离生成碳正离子和离去基团，然后亲核试剂与碳正离子结合。由于速控步为第一步，只涉及一种分子，故称 SN1 反应。
常發生於：
- 碳上取代基较多（如：(CH3)3CX），使得相应碳正离子的能量更低，更加稳定。同时位阻效应也限制 SN2 机理中亲核试剂的侵蝕。
- 對碳陽離子生成有利條件：有許多釋電子基團幫助穩定碳陽離子的正電荷（3級碳＞2級碳＞1級碳），一级碳几乎不能够单独存在，而会立刻和周遭发生化学反应而形成内能更低的分子。

SN1 親核取代反應特点：
- 反應速率決定步驟在於离解一步（第一步），所以根據动力学理論推斷該反應為一級速率反應，{\displaystyle \ r=k[}反應物{\displaystyle \ ]}。
- 從立體化學觀點來看，該反應的反應物若為光學異構物之一，則產物反轉機率略大於50%。在碳陽離子形成時，整個分子略呈現平面三角形，親核体可以由平面三角形上下兩側進行攻擊，形成新分子。故理論上反轉機率為50%，但因原先脫離的陰離子影響碳陽離子，故親核劑傾向由反側攻擊形成反轉的產物。
- 該反應適合在高極性稍有質子性溶劑中進行，高極性有助於利用本身極性帶有的部份負電穩定碳陽離子，稍有質子性溶劑提供質子與較強親核劑（通常是被脫離的）化合有助於反應平衡往產物移動。

## 雙分子親核取代反應
SN2 親核取代反應機理如下：
較強親核劑直接由背面进攻碳原子，並形成不稳定的一碳五鍵的过渡态，隨後离去基团离去，完成取代反應。
常發生於：
- 碳原子取代较少（如：CH3X），可較容易使 SN2 反應發生。（原因是碳原子上有烷基取代时会有供电效应使被进攻的碳正电性减弱，且烷基取代会产生空间位阻，阻碍进攻）
- 對碳正离子生成有不利條件的環境下：有許多拉電子基或較少推電子基（1級碳＞2級碳＞3級碳）。

SN2 親核取代反應特点：
- 反應速率決定在兩個因素上：強親核劑的濃度高低與反應物的濃度高低，所以根據理論推斷該反應為典型的二級速率反應，{\displaystyle \ r=k[}反應物{\displaystyle \ ][}亲核试剂{\displaystyle \ ]}。
- 從立體化學觀點來看，該反應反應物若為光學異構物之一，則產物构型翻转機率為100%（完全反轉），因為只能從反側攻擊，故產物必定反轉。
- 反應適合在高極性非質子性溶劑中進行，高極性有助於穩定反應中間體，非質子性溶劑則不會與強親核劑化合而導致反應平衡往反應物移動。

| 速率方程 | 速率 {\displaystyle \ =k[RX]}  | 速率 {\displaystyle \ =k[RX][Nuc]} |                                            |
| 一級卤烷 | 不會，除非存在額外的穩定化基團 | 很好，除非亲核试剂位阻大           |                                            |
| 二級卤烷 | 中度                           | 中度                               |                                            |
| 三級卤烷 | 非常好                         | 不會                               | 如果加熱或使用強鹼，可能发生消除反应。     |
| 離去基團 | 重要                           | 重要                               | 就鹵素而言，{\displaystyle \ I>Br>Cl>>F}   |
| 親核性   | 不重要                         | 重要                               |                                            |
| 溶劑效應 | 極性質子溶劑                   | 極性非質子性溶劑                   |                                            |
| 立體化學 | 外消旋化，有部分翻转的可能性   | 完全翻转                           |                                            |
| 重排反應 | 常見                           | 少见                               | 重排反应是亲核取代的副反應。               |
| 消除反應 | 常見，特別是使用簡單親核體時   | 仅在使用簡單親核體時發生           | 消除反应是亲核取代的副反應，特別是加熱時。 |